# Kasteel Rooiveld
Kasteel Rooiveld is een kasteel in de tot de West-Vlaamse gemeente Oostkamp behorende plaats Waardamme, gelegen aan de Rooiveldstraat 107-109.

## Geschiedenis
In 1507 was er sprake van een jachtpaviljoen en bijbehorend bosgebied, eigendom van Melgar de Sporkinshove. Ook op een kaart van 1829 was nog sprake van een jachtpaviljoen. In 1859 erfde Guido Arents de Beerteghem het domein. In 1888 kwam het aan Aquilin Arents de Beerteghem-de Thibault de Boesinghe. In 1903 en 1948 werd het jachthuis nog uitgebreid. In 1906 werd aan het huis van de jachtopziener een toren gebouwdUiteindelijk kwam het aan Ides Janssens de Bisthoven welke het begin jaren '50 van de 20e eeuw liet verbouwen tot een voornaam woonhuis.

## Gebouw
Het voormalig jachtpaviljoen is de huidige woning, met rechts daarvan het voormalig woonhuis van de pachter, wat tegenwoordig bij de adellijke woning is getrokken. De jachtopzienerswoning werd gesloopt, maar de toren is nog aanwezig. Ook is er een bakhuisje.

## Park
In het park zijn nog restanten van de heideontginning te zien. Eind 19e eeuw werd het park aangelegd met een vijver en slingerende paden. In 1960 werd de parkstructuur aangepast naar ontwerp van René Pechère. De Waardammerbeek loopt door en langs het park. In het park staat een gepolychromeerd tuinbeeld van een pelsjager met hond en kind. Ook is er een ondergrondse opslagkelder.